# Nuncjatura Apostolska w Indonezji
Nuncjatura Apostolska w Indonezji – misja dyplomatyczna Stolicy Apostolskiej w Indonezji. Siedziba nuncjusza apostolskiego mieści się w Dżakarcie.

## Historia
Delegaturę Apostolską Archipelagu Indonezyjskiego utworzył papież Pius XII w 1947 – dwa lata po uzyskaniu niepodległości przez Indonezję. 16 marca 1950 ten sam papież podniósł Delegaturę Apostolską Archipelagu Indonezyjskiego do rangi internuncjatury i zmienił nazwę na Internuncjatura Apostolska w Indonezji. 7 grudnia 1965 papież Paweł VI wyniósł ją do rangi nuncjatury.
W latach 2003 – 2011 papiescy przedstawiciele w Dżakarcie byli również akredytowani w Timorze Wschodnim.

## Szefowie misji dyplomatycznej Stolicy Apostolskiej w Indonezji

### Internuncjusze apostolscy
- abp Georges de Jonghe d’Ardoye MEP (1947 – 1950 delegat apostolski, 1950 – 1955 internuncjusz) Belg
- abp Domenico Enrici (1955 – 1958) Włoch
- abp Gaetano Alibrandi (1958 – 1961) Włoch
- abp Ottavio De Liva (1962 – 1965) Włoch

### Pronuncjusze apostolscy
- abp Salvatore Pappalardo (1965 – 1969) Włoch
- abp Joseph Mees (1969 – 1973) Belg
- abp Vincenzo Maria Farano (1973 – 1979) Włoch
- abp Pablo Puente Buces (1980 – 1986) Hiszpan
- abp Francesco Canalini (1986 – 1991) Włoch
- abp Pietro Sambi (1991 – 1998) Włoch

### Nuncjusze apostolscy
- abp Renzo Fratini (1998 – 2004) Włoch; od 2003 akredytowany również w Timorze Wschodnim
- abp Malcolm Ranjith (2004 – 2005) Lankijczyk; akredytowany również w Timorze Wschodnim
- abp Leopoldo Girelli (2006 – 2011) Włoch; akredytowany również w Timorze Wschodnim
- abp Antonio Filipazzi (2011 – 2017) Włoch
- abp Piero Pioppo (od 2017) Włoch